# 바람에 오르다
바람에 오르다는 대한민국의 음악 그룹이다. 2009년 싱글 《오지 못할 이에게》로 정식 데뷔했다.

## 음반
- 인디라디오 (2008)
- 오지 못할 이에게 (2009)
- 그 바람의 이야기 (2010)
- 재회 (2012)
- 남은 그리움 (2017)
- 어느새 (2017)
- 우리 사랑일까 (2017)
- 널 위한 노래 (2017)
- 똑똑똑 (2017)
- 이별 요정 (2017)
- 기억의 숲 (2018)

## 공연
- 올레스퀘어 톡 콘서트 - 재즈 앤 더 시티 (2010~2014)
- 재즈로 푸른밤 (2012)
- [일상행복] with 바람에 오르다 (2016)

## 수상
- 한 일 대학생 가요제 코다마 대상 (2006)